# Jacques Mornand
 (novembre 2016).
Si vous disposez d'ouvrages ou d'articles de référence ou si vous connaissez des sites web de qualité traitant du thème abordé ici, merci de compléter l'article en donnant les références utiles à sa vérifiabilité et en les liant à la section « Notes et références ».
Jacques Mornand, pseudonyme de  Jean Baumier, né à Paris le 18 mars 1926 et mort dans la même ville le 13 juillet 1988, est un économiste qui collabore au magazine L'Observateur dès sa fondation en 1950 et publie des essais.

## Présentation
Critique du capitalisme libéral, il tient un discours qui met en avant la mauvaise répartition des revenus et la demande d'augmentation salariale. Mais à partir du milieu des années 1950, il reconnaît le redressement économique de la France et la faiblesse du niveau de vie dans les Démocraties Populaires. Il prend alors ses distances avec le Parti communiste français.
Au début des années 1960, il s'affranchit d'une vision manichéenne de l'économie dans le cadre d'une évolution à laquelle les collaborations de Michel Rocard ou de Serge Mallet ne sont pas étrangères. S'il dénonce toujours l'impasse du libéralisme, il ne s'autorise plus la démagogie partisane et fait partie de ceux qui s'attachent le plus à « transgresser les anciens tabous idéologiques». L'influence du modèle suédois se fait notamment ressentir lorsqu'il reconnaît en quoi les progrès du capitalisme sont des atouts pour une future société socialiste.
En tant que journaliste, il traite de questions internationales quand elles ont une dimension économique à l'exemple de la conférence du Caire de juillet 1963 qui réunit les pays du tiers-monde. Au magazine, L'observateur, il partage avec Michel Bosquet la couverture de l'actualité économique jusqu’en 1974, année où ce dernier se retire de la rubrique. 
Spécialiste des questions d'énergie, de matières premières mais aussi de monnaies et d'inflation, il prend avec la crise de 1973 et ses suites une certaine reconnaissance d'expertise qui lui vaut de faire la Une sur la crise comme en septembre 1974. Cette même année voit l'arrivée de François-Henri de Virieu (janvier) et de Jean Matouk (septembre) au sein de pages économiques dont ils deviennent vite les principaux rédacteurs. En 1976, il en est même presque exclu mais le départ de de Virieu (janvier 1977) et l'arrivée de Roger Priouret (mars 1978) lui permettent d’y reprendre pied.
S’entendant bien avec ce dernier, il occupe de nouveau une place de premier plan au sein de la rubrique à partir de la rentrée 1979. Il y interviewe notamment des patrons comme Pierre Moussa de la BNP Paribas (15 octobre 1979), Claude Pierre-Brossolette de Suez (10 décembre 1979) et Ambroise Roux de la CGE (18 avril 1981). Il traite aussi parfois des relations économiques internationales et de la construction du marché commun.

## Ouvrages
Il a publié de nombreux livres, sous le nom de Jean Baumier, parmi lesquels : 
- Les maîtres du pétrole (1969),
- La France riche (1972),
- Les paysans de l'an 2000 (1979)[3],[4].
- Ces banquiers qui nous gouvernent (1983)[5],[6] prix Auguste Furtado de l'Académie française en 1984[7].
- La galaxie Paribas, (1988).